# Радісне (Одеський район)
Радісне — селище Авангардівської селищної громади у Одеському районі Одеської області в Україні. Населення становить 683 осіб. Сучасну назву дістало 17 березня 2016 року, раніше називалося Жовтнева Революція.

## Населення
Згідно з переписом 1989 року населення селища становило 674 особи, з яких 294 чоловіки та 380 жінок.
За переписом населення 2001 року в селищі мешкала 681 особа.

### Мова
Розподіл населення за рідною мовою за даними перепису 2001 року:
| Мова       | Відсоток |
| ---------- | -------- |
| українська | 90,04 %  |
| російська  | 9,22 %   |
| болгарська | 0,29 %   |
| румунська  | 0,29 %   |
| білоруська | 0,15 %   |